# Zizania latifolia
Zizania latifolia är en gräsart som först beskrevs av August Heinrich Rudolf Grisebach, och fick sitt nu gällande namn av Nicolai Stepanowitsch Turczaninow och Otto Stapf. Zizania latifolia ingår i släktet indianrissläktet, och familjen gräs. Inga underarter finns listade i Catalogue of Life.

## Bildgalleri

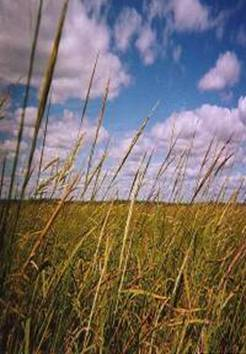
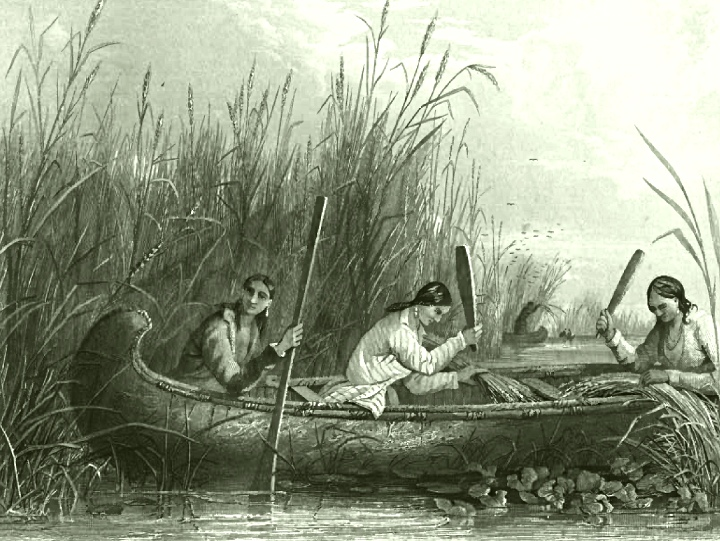
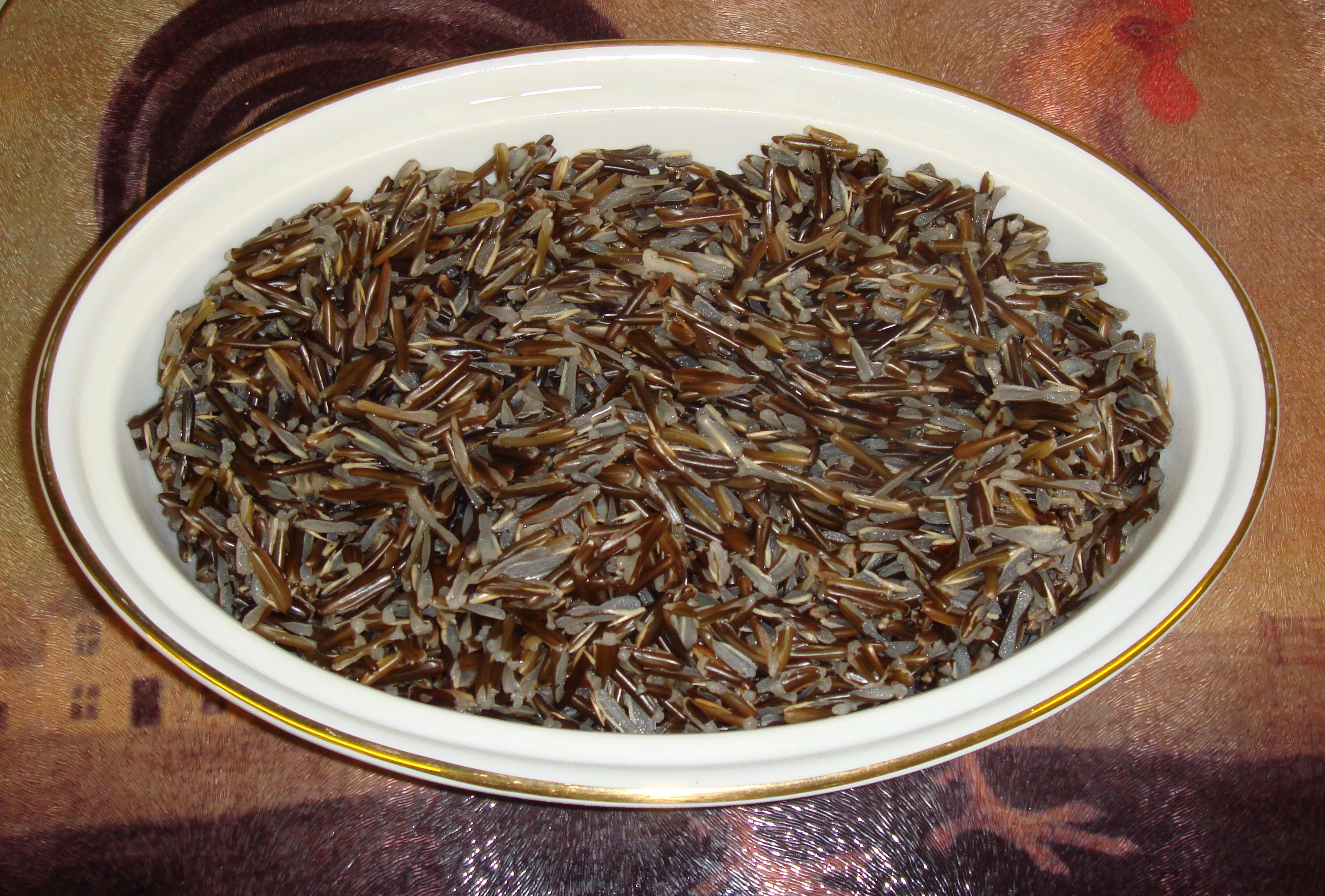
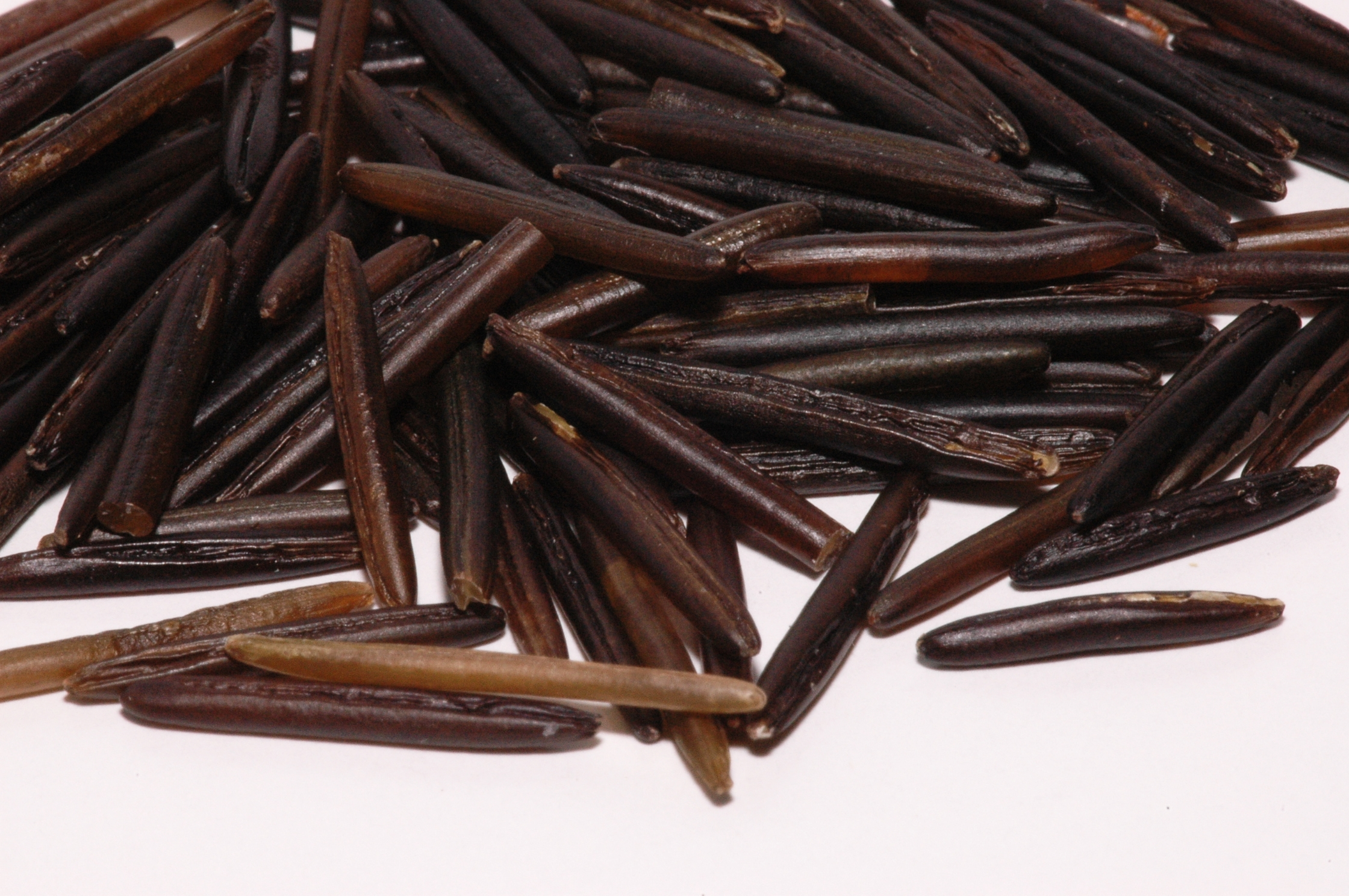